# World RX de Turquía 2015
El World RX de Turquía 2015, oficialmente Rallycross of Turkey fue la undécima prueba de la Temporada 2015 del Campeonato Mundial de Rallycross. Se celebró del 3 al 4 de octubre de 2015 en el Circuito de Estambul ubicado en la ciudad de Estambul, Provincia de Estambul, Turquía.
La prueba fue ganada por Timmy Hansen quien consiguió su tercera victoria de la temporada a bordo de su Peugeot 208, Andreas Bakkerud término en segundo lugar en su Ford Fiesta ST y Johan Kristoffersson finalizó tercero con su Volkswagen Polo.
En RX Lites, el noruego Thomas Bryntesson consiguió su cuarta victoria en la temporada, fue acompañado en el podio por el sueco Kevin Hansen y el británico Tom Onslow Cole.

## Supercar

### Series
| Pos.            | No. | Piloto               | Equipo                          | Auto            | H1  | H2  | H3  | H4  | Pts |
| --------------- | --- | -------------------- | ------------------------------- | --------------- | --- | --- | --- | --- | --- |
| 1               | 10  | Mattias Ekström      | EKS RX                          | Audi S1         | 6º  | 1º  | 1º  | 1º  | 16  |
| 2               | 21  | Timmy Hansen         | Team Peugeot-Hansen             | Peugeot 208     | 1º  | 2º  | 3º  | 6º  | 15  |
| 3               | 13  | Andreas Bakkerud     | Olsbergs MSE                    | Ford Fiesta ST  | 4º  | 5º  | 2º  | 3º  | 14  |
| 4               | 15  | Reinis Nitišs        | Olsbergs MSE                    | Ford Fiesta ST  | 2º  | 3º  | 6º  | 4º  | 13  |
| 5               | 1   | Petter Solberg       | SDRX                            | Citroën DS3     | 3º  | 4º  | 10º | 2º  | 12  |
| 6               | 3   | Johan Kristoffersson | Volkswagen Team Sweden          | Volkswagen Polo | 5º  | 6º  | 7º  | 10º | 11  |
| 7               | 42  | Timur Timerzyanov    | Namus OMSE                      | Ford Fiesta ST  | 7º  | 14º | 8º  | 8º  | 10  |
| 8               | 4   | Robin Larsson        | Larsson Jernberg Racing Team    | Audi A1         | 8º  | 7º  | 18º | 11º | 9   |
| 9               | 92  | Anton Marklund       | EKS RX                          | Audi S1         | 13º | 11º | 4º  | 20º | 8   |
| 10              | 17  | Davy Jeanney         | Team Peugeot-Hansen             | Peugeot 208     | 9º  | 9º  | DNS | 9º  | 7   |
| 11              | 99  | Tord Linnerud        | Volkswagen Team Sweden          | Volkswagen Polo | 11º | 8º  | 15º | 18º | 6   |
| 12              | 77  | René Münnich         | All-Inkl.com Münnich Motorsport | Audi S3         | 17º | 16º | 9º  | 12º | 5   |
| 13              | 7   | Manfred Stohl        | World RX Team Austria           | Ford Fiesta     | 20º | 19º | 11º | 5º  | 4   |
| 14              | 57  | Toomas Heikkinen     | Marklund Motorsport             | Volkswagen Polo | 10º | 10º | DNS | 13º | 3   |
| 15              | 28  | Alexander Hvaal      | JC Raceteknik                   | Citroën DS3     | 14º | 15º | 13º | 14º | 2   |
| 16              | 146 | Kristian Sohlberg    | Albatec Racing                  | Peugeot 208     | 16º | 20º | 12º | 16º | 1   |
| 17              | 199 | Jānis Baumanis       | Hansen Talent Development       | Peugeot 208     | 12º | 12º | 19º | DNF |     |
| 18              | 31  | Max Pucher           | World RX Team Austria           | Ford Fiesta     | 18º | 18º | 16º | 15º |     |
| 19              | 55  | Alx Danielsson       | All-Inkl.com Münnich Motorsport | Audi S3         | 15º | DNF | 14º | 17º |     |
| 20              | 45  | Per-Gunnar Andersson | Marklund Motorsport             | Volkswagen Polo | 19º | 13º | 17º | 19º |     |
| 21              | 33  | Liam Doran           | SDRX                            | Citroën DS3     | EXC | 17º | 5º  | 7º  |     |
| Reporte Oficial |     |                      |                                 |                 |     |     |     |     |     |

### Semifinales
Semifinal 1
| Pos.            | No. | Piloto            | Equipo                 | Tiempo    | Pts |
| --------------- | --- | ----------------- | ---------------------- | --------- | --- |
| 1               | 13  | Andreas Bakkerud  | Olsbergs MSE           | 06:04.049 | 6   |
| 2               | 10  | Mattias Ekström   | EKS RX                 | +1.088    | 5   |
| 3               | 92  | Anton Marklund    | EKS RX                 | +2.879    | 4   |
| 4               | 42  | Timur Timerzyanov | Olsbergs MSE           | +3.657    | 3   |
| 5               | 99  | Tord Linnerud     | Volkswagen Team Sweden | +10.826   | 2   |
| 6               | 1   | Petter Solberg    | SDRX                   | +35.356   | 1   |
| Reporte Oficial |     |                   |                        |           |     |

Semifinal 2
| Pos.            | No. | Piloto               | Equipo                          | Tiempo    | Pts |
| --------------- | --- | -------------------- | ------------------------------- | --------- | --- |
| 1               | 21  | Timmy Hansen         | Team Peugeot-Hansen             | 06:05.518 | 6   |
| 2               | 17  | Davy Jeanney         | Team Peugeot-Hansen             | +0.587    | 5   |
| 3               | 3   | Johan Kristoffersson | Volkswagen Team Sweden          | +1.700    | 4   |
| 4               | 15  | Reinis Nitišs        | Olsbergs MSE                    | +2.623    | 3   |
| 5               | 77  | René Münnich         | All-Inkl.com Münnich Motorsport | +6.872    | 2   |
| 6               | 4   | Robin Larsson        | Larsson Jernberg Racing Team    | +9.376    | 1   |
| Reporte Oficial |     |                      |                                 |           |     |

### Final
| Pos.            | No. | Piloto               | Equipo                 | Tiempo     | Pts |
| --------------- | --- | -------------------- | ---------------------- | ---------- | --- |
| 1               | 21  | Timmy Hansen         | Team Peugeot-Hansen    | 06:02.470  | 8   |
| 2               | 13  | Andreas Bakkerud     | Olsbergs MSE           | +0.277     | 5   |
| 3               | 3   | Johan Kristoffersson | Volkswagen Team Sweden | +2.470     | 4   |
| 4               | 10  | Mattias Ekström      | EKS RX                 | +9.562     | 3   |
| 5               | 17  | Davy Jeanney         | Team Peugeot-Hansen    | +9.987     | 2   |
| 6               | 92  | Anton Marklund       | EKS RX                 | +6 Vueltas | 1   |
| Reporte Oficial |     |                      |                        |            |     |

## RX Lites

### Series
| Pos.            | No. | Piloto              | Equipo                              | H1  | H2  | H3  | H4  | Pts |
| --------------- | --- | ------------------- | ----------------------------------- | --- | --- | --- | --- | --- |
| 1               | 16  | Thomas Bryntesson   | JC Raceteknik                       | 1º  | 1º  | 1º  | 3º  | 16  |
| 2               | 71  | Kevin Hansen        | Peugeot Red Bull Hansen Junior Team | 2º  | 3º  | 2º  | 2º  | 15  |
| 3               | 39  | Kevin Eriksson      | Olsbergs MSE                        | DNF | 2º  | 3º  | 1º  | 14  |
| 4               | 6   | Tom Onslow Cole     | Olsbergs MSE                        | 3º  | 5º  | 7º  | 6º  | 13  |
| 5               | 33  | Tejas Hirani        | Toksport WRT                        | 9º  | 4º  | 4º  | 4º  | 12  |
| 6               | 7   | Krzysztof Holowczyc | Lotto Team                          | 4º  | 10º | 5º  | 5º  | 11  |
| 7               | 99  | Joachim Hvaal       | JC Raceteknik                       | 7º  | 8º  | 6º  | 7º  | 10  |
| 8               | 8   | Simon Wago Syversen | SET Promotion                       | 5º  | 7º  | 9º  | 8º  | 9   |
| 9               | 96  | Khalid Al-Suwaidi   | Toksport WRT                        | 8º  | 9º  | 10º | 9º  | 8   |
| 10              | 69  | Martin Kaczmarski   | Lotto Team                          | 6º  | 6º  | 8º  | EXC | 7   |
| Reporte Oficial |     |                     |                                     |     |     |     |     |     |

### Semifinales
Semifinal 1
| Pos.            | No. | Piloto            | Equipo        | Tiempo    | Pts |
| --------------- | --- | ----------------- | ------------- | --------- | --- |
| 1               | 16  | Thomas Bryntesson | JC Raceteknik | 06:15.675 | 6   |
| 2               | 39  | Kevin Eriksson    | Olsbergs MSE  | +0.795    | 5   |
| 3               | 99  | Joachim Hvaal     | JC Raceteknik | +10.191   | 4   |
| 4               | 33  | Tejas Hirani      | Toksport WRT  | +13.406   | 3   |
| 5               | 96  | Khalid Al-Suwaidi | Toksport WRT  | +20.954   | 2   |
| Reporte Oficial |     |                   |               |           |     |

Semifinal 2
| Pos.            | No. | Piloto              | Equipo                              | Tiempo    | Pts |
| --------------- | --- | ------------------- | ----------------------------------- | --------- | --- |
| 1               | 71  | Kevin Hansen        | Peugeot Red Bull Hansen Junior Team | 06:15.959 | 6   |
| 2               | 6   | Tom Onslow Cole     | Olsbergs MSE                        | +3.942    | 5   |
| 3               | 7   | Krzysztof Holowczyc | Lotto Team                          | +6.186    | 4   |
| 4               | 69  | Martin Kaczmarski   | Lotto Team                          | +9.490    | 3   |
| 5               | 8   | Simon Wago Syversen | SET Promotion                       | +15.215   | 2   |
| Reporte Oficial |     |                     |                                     |           |     |

### Final
| Pos.            | No. | Piloto              | Equipo                              | Tiempo    | Pts |
| --------------- | --- | ------------------- | ----------------------------------- | --------- | --- |
| 1               | 16  | Thomas Bryntesson   | JC Raceteknik                       | 06:12.288 | 8   |
| 2               | 71  | Kevin Hansen        | Peugeot Red Bull Hansen Junior Team | +0.922    | 5   |
| 3               | 6   | Tom Onslow Cole     | Olsbergs MSE                        | +3.261    | 4   |
| 4               | 99  | Joachim Hvaal       | JC Raceteknik                       | +18.578   | 3   |
| 5               | 39  | Kevin Eriksson      | Olsbergs MSE                        | +44.317   | 2   |
| 6               | 7   | Krzysztof Holowczyc | Lotto Team                          | +49.889   | 1   |
| Reporte Oficial |     |                     |                                     |           |     |

## Campeonatos tras la prueba
| Pos. | Driver               | Points |
| ---- | -------------------- | ------ |
| 1    | Petter Solberg       | 256    |
| 2    | Timmy Hansen         | 237    |
| 3    | Johan Kristoffersson | 201    |
| 4    | Andreas Bakkerud     | 188    |
| 5    | Davy Jeanney         | 180    |

| Pos | Piloto              | Pts | Dif |
| --- | ------------------- | --- | --- |
| 1   | Kevin Hansen        | 153 |     |
| 2   | Thomas Bryntesson   | 142 | +11 |
| 3   | Kevin Eriksson      | 139 | +14 |
| 4   | Joachim Hvaal       | 92  | +61 |
| 5   | Simon Wago Syversen | 67  | +86 |

- Nota: Solo se incluyen las cinco posiciones principales.